# Julie Fabre (natation synchronisée)
Pour les articles homonymes, voir Julie Fabre et Fabre.
Julie Fabre est une nageuse synchronisée française née le 27 juin 1976 à Nice.

## Biographie
Elle commence la natation synchronisée à l'âge de 11 ans à Nice. Elle intègre l'INSEP à 17 ans puis l'équipe de France.
Aux Championnats du monde de natation 1994, aux Jeux olympiques d'été de 1996 à Atlanta ainsi qu'aux Championnats du monde de natation 1998, elle obtient la cinquième place par équipes,.
Elle devient en 2003 entraîneuse de l'équipe de France de natation synchronisée, puis en 2013 entraîneuse de l'équipe des États-Unis.
Elle est la sœur de la nageuse synchronisée Charlotte Fabre.
Elle a participé à l'entrainement des acteurs du film Le Grand Bain (2018) de Gilles Lellouche.